# مهدی مجاهد
مولوی مهدی مجاهد (۱۹۸۸ – ۱۷ اوت ۲۰۲۲) یک رهبر نیروهای مسلح هزاره بود. او یکی از اعضای سابق طالبان بود اما به دلیل مخالفت با بسته شدن مدارس دخترانه و خواستار حقوق بیشتر برای هزاره‌ها، از سمت خود برکنار شد.

## زندگی
مهدی در روستای کوچکی به نام هوش در ولسوالی بلخاب واقع در شمال افغانستان در خانواده‌ای از قوم هزاره به دنیا آمد. مهدی ۸ ساله بود که طالبان برای اولین بار در سال ۱۹۹۶ کنترل افغانستان را به دست گرفتند. سه سال بعد، طالبان ولسوالی بلخاب زادگاهش را تصرف کردند. او با خانواده اش به ایران مهاجر شد و پس از بیرون راندن طالبان از قدرت پس از حملات ۱۱ سپتامبر، بازگشت. پس از بازگشت، مهدی به مدرسه رفت و به نظر می‌رسید که انگیزه ای برای تصاحب مزرعه خانوادگی دارد. اما در اوایل دهه ۲۰ زندگی‌اش، یک جنگ‌سالار فاسد هزاره تحت حمایت آمریکا، زمین‌های خانواده‌شان را تصرف کرد. در تلافی، مهدی و بسیاری از دوستان، پسر فرمانده جنگ را ربودند و او را گروگان گرفتند و تنها پس از بازگرداندن زمین‌ها توسط فرمانده جنگ، او را بازگرداندند. در آن شب، نیروهای فرمانده جنگ، خانه مهدی را محاصره کردند و در حالی که او قصد فرار داشت، درگیری آغاز شد. مهدی در بیمارستان بستری شد و سپس به اتهام آدم‌ربایی به هفت سال زندان محکوم شد. او در زندان مذهبی تر شد و به عضویت مخفی طالبان درآمد.

## طالبان
در آوریل ۲۰۲۲، طالبان مهدی را به عنوان رئیس استخبارات در ولایت بامیان و رئیس طالبان در ولایت سرپل منصوب کردند، اقدامی که بسیاری از اعضای طالبان و شبکه حقانیبه دلایل بسیاری با آن مخالف بودند. او از شیعیان هزاره است. طالبان متهم به استفاده از مهدی برای افزایش نفوذ خود در میان شیعیان هزاره بودند. مهدی بعداً پس از سخنرانی علیه بسته شدن مدارس دخترانه از طالبان اخراج شد.

## ضد طالبان
در سال ۲۰۲۲، مهدی اعلام کرد که جنگجویان وفادار به او متشکل از حدود ۲۰۰ شیعه هزاره را مسلح می‌کند. او همچنین مناره‌ای به عبدالعلی مزاری در بلخاب ساخت و به دیدگاه‌های ملی گرایانه شیعه اسلام‌گرای هزاره روی آورد. نیروهای وی ولسوال طالبان را برکنار کردند و ولسوالی بلخاب را تصرف کردند. مولوی عطاالله، ولسوال طالبان از بلخاب گریخت و مهدی یکی از یاران هزاره اش را جایگزین او کرد.
مهدی مجاهد توسط NRF و سیاستمدار هزاره محمد محقق حمایت می‌شد.
در ۱۳ جون ۲۰۲۲، مهدی مجاهد ولسوالی بلخاب را به‌طور کامل به دست گرفت و جنگجویان وی خسارات سنگینی به طالبان واردکردند. او در ابتدا برنده درگیری بود، اگرچه طالبان بعداً از جنگجویان او بیشتر شد و بلخاب را پس گرفت.

## مرگ
مهدی مجاهد در ۱۷ اوت ۲۰۲۲ در حالی که قصد ورود به ایران را داشت کشته شد. او توسط طالبان در قریه بنیاد ولسوالی کهسان دستگیر شد و قبل از به قتل رسیدن هویتش تأیید شد. تصویری نیز در شبکه‌های اجتماعی دست به دست شد که ظاهرا مجاهد را زنده و در بازداشت طالبان نشان می‌دهد. تصویر نشان می‌داد که مجاهد زنده دستگیر و سپس اعدام شده‌است.